# Mlado Nagoričane
Mlado Nagoričane es un pueblo ubicado en el municipio de Staro Nagoričane, en la región Noreste, Macedonia del Norte.

## Superficie
Posee una superficie de 48,12 kilómetros cuadrados.

## Demografía
Hasta 2021 la población era de 1094 habitantes, con una densidad de población de 22,73 habitantes por kilómetro cuadrado.